# Фох, Сьюзан
Сьюзан Фох (англ. Susan T. Foh) — американская библеистка, обучавшаяся в колледже Уэллсли и Вестминстерской теологической семинарии. Она является автором книги «Женщины и Слово Божье: ответ библейскому феминизму» (1978). Фох наиболее известна своей статьёй 1975 года «Чего желает женщина?», в которой она утверждает, что «желание», упомянутое в Бытии 3:16, на самом деле является желанием доминировать.

## Биография
Фох училась в колледже Уэллсли и Вестминстерской теологической семинарии. Она является автором книги «Женщины и Слово Божье: ответ библейскому феминизму» (1978).
Фох наиболее известна своей статьёй 1975 года «Чего желает женщина?». В ней она утверждает, что «желание», упомянутое в Бытии 3:16, на самом деле является желанием доминировать. Интерпретация Фох была очень влиятельной, особенно среди комплементаристов. Это выражение встречается в некоторых современных переводах Библии, например, в «Новом живом переводе», где последняя часть стиха звучит так: «И ты захочешь контролировать своего мужа, но он будет господствовать над тобой».
Деймон Джонсон считает Фох одной из четырёх женщин-«реформаторских неотрадиционалисток» (наряду с Эдит Шеффер, Элизабет Эллиот и Мэри Прайд), внесших значительный вклад в американский фундаментализм.